# Andrew Justice
Andrew Justice, född den 19 januari 1951, död 17 juni 2005, var en brittisk roddare.
Han tog OS-silver i åtta med styrman i samband med de olympiska roddtävlingarna 1980 i Moskva.